# Матьё, Жак-Мари-Адриен-Сезар
Жак-Мари-Адриен-Сезар Матьё (фр. Jacques-Marie-Adrien-Césaire Mathieu; 20 января 1796, Париж, Первая французская республика — 9 июля 1875, Безансон, Франция) — французский кардинал. Епископ Лангра с 17 декабря 1832 по 30 сентября 1834. Архиепископ Безансона с 30 сентября 1834 по 9 июля 1875. Кардинал-священник с 30 сентября 1850, с титулом церкви Сан-Сильвестро-ин-Капите с 18 марта 1852.